# 艾爾加奈角龍屬
艾爾加奈角龍屬（學名：Arganaceras）是種已滅絕爬行動物，屬於前稜蜥形目鋸齒龍科，生存於二疊紀晚期的摩洛哥。艾爾加奈角龍的身長約2公尺，是盾甲龍的近親。屬名意為「艾爾加奈的角」，以化石發現處的艾爾加奈（Argana）為名。正模標本（編號MNHN ARG 518）是一個接近完整的頭顱骨、以及零碎的身體骨頭。